# Тевфик Фикрет
Тевфик Фикрет (псевдоним, имя при рождении Мехмет Тевфик, осман. توفیق فکرت‎; 26 декабря 1867, Стамбул — 19 августа 1915, Стамбул) — турецкий поэт и журналист. Был редактором журнала «Сервети-фюнун», печатал в нём статьи и стихи в защиту общественного назначения литературы; писал о тяготах жизни турецкого народа, полемизировал с приверженцами «искусства для искусства», осуждал деспотизм и фанатизм (цикл «Разбитая лютня»).

## Биография
Родился 24 декабря 1867 года в Стамбуле. Отец Тевфика, Хюсейин-эфенди, был уроженцем Черкеша, практически не виделся с сыном, поскольку скрывался от преследований по политическим причинам. Мать Тевфика, Хатидже Рефиа-ханым, гречанка-мусульманка, уроженка острова Хиос, умерла ещё когда он был ребёнком. Также у поэта была сестра, которая умерла в детстве.
В 1888 году Мехмет Тевфик окончил галатасарайский лицей. Позднее он стал его директором. В 1890 году поэт женился на своей кузине Назиме, в 1895 году у них родился сын Халук. В 1894 году Мехмет Тевфик покинул галатасарайский лицей, с 1896 года и вплоть до смерти он преподавал в Роберт-колледже. В 1906 году построил на территории Роберт-колледжа дом для жены и сына, позднее он был преобразован в музей.
С 1894 года издавал литературный журнал «Malûmat». В 1896 году стал главным редактором журнала «Servet-i Fünun», целью которого являлось упрощение османского языка. В 1908 году, после младотурецкой революции, издавал газету «Tanin», в которой поддерживал правящую партию «Единение и прогресс». Позднее разочаровался в младотурках, вновь возглавил в галатасарайский лицей. Покинул пост директора после инцидента 31 марта.
Умер 19 августа 1915 года от осложнений после диабета.
Тевфик Фикрет неоднократно подвергался преследованиям за свои статьи и политические взгляды, а также близкие отношения с политическими противниками султана Абдул-Хамида II, например, Халидом Зией. Тевфик Фикрет считается отцом современной турецкой поэзии, на его произведения, также, как и на произведения многих других поэтов Турции, оказала большое влияние турецкая музыка.